# 井上道節因碩
井上 道節因碩（いのうえ どうせついんせき、1646年（正保3年） - 1720年1月16日（享保4年12月7日））は、江戸時代の囲碁棋士で、家元井上家の四世井上因碩、五世名人碁所。元の名は桑原道節で、井上道節因碩、名人因碩と呼ぶ。難解さで古今唯一とされる『囲碁発陽論』の著者。本因坊道策の弟子であったが、道策流の理論的な布石よりは力戦的な碁であったとされる。
（井上家相続時は三世であったが、後の家系書き換えに基づき四世とする）

## 経歴
美濃国大垣に生まれる。1歳年長の本因坊道策の弟子となり、七段準名人に進み門下の五弟子（五虎）、または六天王と呼ばれた一人であった。
本因坊跡目には1684年に小川道的が選ばれるが1990年に死去。道節は跡目の座をめぐっての争碁をのぞんだとされる。元禄3年（1690年）に道策の弟である三世井上因碩（道砂因碩）の養子となり、跡目とされる。ただし、道節は道砂より年上であった。道節はこの1690年に御城碁に45歳で初出仕。
次いで1692年、佐山策元が本因坊跡目に選ばれるが、1699年に死去。二人の弟子の夭折後も道策は神谷道知に期待する。
元禄9年（1696年）に井上家三世因碩が没し、翌年、道節は井上家の家督を継いで四世井上因碩となる。
元禄15年（1702年）の道策臨終においては、因碩を八段準名人に進めるとともに道知の後見を託し、碁所を望まないとの誓約書を書かせた。これにより因碩は本因坊家に居を移し、道知を指導した。宝永3年（1706年）61歳の時、15歳の道知と十番碁を打ち、道知定先で3勝6敗1ジゴとなった。この時の第6局は、因碩の16手目が小目から5線の上大ゲイマにシマッた誤った棋譜が長年伝えられ、「上大ゲイマ締まりの一局」と呼ばれていた。この翌年には道知先相先の七番を打ち、道知勝ち越しにより七段に進め、後見を解く。宝永5年（1708年）、名人九段に進むが、碁所には就かなかった。
宝永7年（1710年）、琉球国中山王の貢使随員の屋良里之子が因碩の斡旋により道知と三子局を打って中押勝ちするが、屋良に免状発行する必要が生じ、そのために因碩が碁所に就く。正徳3年（1713年）、『囲碁発陽論』を著わすが、門外不出とした。後に古今最高の詰碁集として、別名不断桜と呼ばれる。
元禄15年（1702年）に、道策門下の三崎策雲を跡目として井上因節とした。享保4年（1719年）死去し、因節が五世井上因碩となる。御城碁の通算成績は6勝3敗1ジゴ。弟子に、屋良里之子と対戦した相原可碩、後に井上策雲因碩の跡目となる高橋友碩らがいる。

## 細川家との関わり
1705年(宝永2年)熊本藩に過失あった際、道策の母が藩主細川綱利の乳母であった関係から、道策は牧野成貞らに働きかけるとともに、道節に命じて井上家屋敷を担保にするなどして3200両を用立てさせて、幕府による御咎なしとなった。これにより井上家は細川家より300石を賜わり（後に永代150石）、以後も細川家とは深い関係を持つ。

## 御城碁戦績
- 1690年(元禄3年) 先番6目勝 安井知哲
- 1691年(元禄4年) 先番中押勝 安井知哲
- 1693年(元禄6年) 白番1目負 安井知哲
- 1694年(元禄7年) 先番5目勝 安井知哲
- 1695年(元禄8年) 向三子5目負 林玄悦門入
- 1696年(元禄9年) 白番5目負 本因坊策元
- 1697年(元禄10年) 白番中押勝 安井知哲
- 1698年(元禄11年) 白番ジゴ 安井仙角
- 1699年(元禄12年) 先番中押勝 安井知哲
- 1701年(元禄14年) 白番11目勝 安井仙角

## 代表局
四世井上因碩-本因坊道知（先）十番碁第7局 宝永3年（1706年）2月23日
右辺の黒の打ち込みに対する白1(66手目)に、黒が2、4とツケ切った時の白5が好手で、以下白15まで黒を封じ込めて優勢となった。132手まで白中押勝。

## 著作
- 『伝信録』1706年（本因坊道知らとの共著、本因坊家と碁界の記録）
- 『石配通図精修編』
- 『碁経専要集』
- 『要津定規』
- 『囲碁発陽論』1713年